# Pleuroprucha asthenaria
Pleuroprucha asthenaria är en fjärilsart som beskrevs av Walker 1861. Pleuroprucha asthenaria ingår i släktet Pleuroprucha och familjen mätare. Inga underarter finns listade i Catalogue of Life.

## Bildgalleri

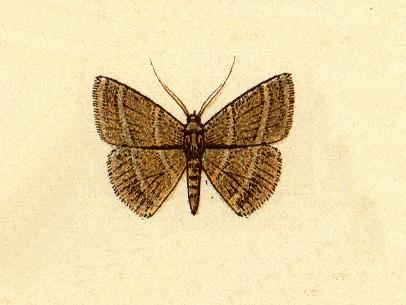